# 横浜市立大綱小学校
横浜市立大綱小学校（よこはましりつ おおつなしょうがっこう）は、神奈川県横浜市港北区にある公立の小学校。略称は「綱小（つなしょう）」。

## 概要
創立は1873年（明治6年）であり、港北区のみならず、横浜市内でも歴史的な小学校である。
大綱という校名は、市制施行前の村名（橘樹郡大綱村）に由来している。
年々生徒数が増加しており、2018年（平成30年）には校舎を増築した。

## 沿革

### 年表
- 1873年（明治6年） - 開校大曽根大乗寺に学舎として開校
- 1900年（明治33年） - 橘樹郡大綱村立高等大綱小学校開校
- 1916年（大正5年） - 橘樹郡大綱村立尋常高等大綱小学校
- 1923年（大正12年） - 橘樹郡大綱尋常高等小学校と校名改称、太尾町110番地に移転新築
- 1924年（大正13年） - 校章制定
- 1931年（昭和6年） - 横浜市大綱尋常高等小学校と校名改称
- 1941年（昭和16年） - 横浜市大綱国民学校と校名改称
- 1947年（昭和22年） - 横浜市立大綱小学校と校名改称
- 1948年（昭和23年） - PTA発足
- 1958年（昭和33年） - 校章制定、校歌制定
- 1967年（昭和42年） - 太尾町976番地へ校舎移転
- 1969年（昭和44年） - 講堂兼体育館完成、プール竣工
- 1970年（昭和45年） - 第二校舎落成、昭和44年度算数科研究優良校、環境優良校として表彰（神奈川県）
- 1974年（昭和49年） - 永年保健体育の指導研究表彰
- 1975年（昭和50年） - 昭和49年度交通安全優良校
- 1976年（昭和51年） - 横浜市立太尾小学校独立開校、特殊学級設置
- 1980年（昭和55年） - 横浜市立大豆戸小学校創立ならびに学区調整、高等大綱小学校開校80周年記念式典
- 1982年（昭和57年） - 給食場増改築
- 1983年（昭和58年） - 体育館付帯工事竣工、校庭整備工事竣工
- 1984年（昭和59年） - 第一校舎管理室等改造工事竣工、第二校舎特別教室改造工事竣工、昭和59年度横浜市学校給食優良校、昭和59年度神奈川県交通安全優良校
- 1985年（昭和60年） - 昭和60年度神奈川県学校給食優良校
- 1986年（昭和61年） - 昭和61年度学校給食優良校文部大臣賞
- 1987年（昭和62年） - NHK合唱コンクール銅賞受賞、焼窯庫設置
- 1988年（昭和63年） - NHK合唱コンクール銅賞受賞、第一校舎外壁および教室廊下改修
- 1989年（平成元年） - 特別活動（学級活動）研究協力校、障害児理解教育・福祉の風土づくり推進校、横浜開港130年市制100周年記念式典に児童参加（横浜アリーナ）、学校給食優良校（給食指導・市教委表彰）、横浜博覧会記念植樹樟木2本、特別活動（学級活動）公開授業研究発表会
- 1990年（平成2年） - 特別活動（学級活動）研究協力校、障害児理解教育・福祉の風土づくり推進校、特別活動（学級活動）公開授業研究発表会、大綱小学校創立117周年・高等大綱小学校開校90周年記念式典挙行
- 1991年（平成3年） - 交通安全母の会発足
- 1992年（平成4年） - 横浜市教育委員会研究協力校（国語科）
- 1993年（平成5年） - 横浜市教育委員会研究協力校（国語科）、横浜市教育委員会研究協力校研究発表会
- 1994年（平成6年） - 親と子の体力つくり実践推進校、国際理解教室開講
- 1995年（平成7年） - 第二校舎階段・天井・改修工事竣工、横浜市防災備蓄庫設置、開校95周年記念「菊まつり」、横浜市図書館研究地域分散研究会
- 1996年（平成8年） - ベルマーク運動200万点突破感謝状授与、港北区一斉授業研究会（社会科）、体育館改修工事竣工、窓ガラス等飛散防止工事竣工
- 1997年（平成9年） - 造形砂場設置、港北区一斉授業研究会（図書館教育）、港北区一斉授業研究会（特殊教育）
- 1998年（平成10年） - 港北区一斉授業研究会（国語科）
- 1999年（平成11年） - 港北区一斉授業研究会（給食教育）、第二校舎便所改修工事竣工
- 2000年（平成12年） - 大綱小学校創立127周年・高等大綱小学校開校100周年記念式典、昇降口スロープ化・エレベーター設置工事竣工
- 2001年（平成13年） - 校地内樹木剪定終了、港北区一斉授業研究会（学校行事提案）、校庭整備工事竣工、第二校舎出入り口スロープ工事竣工
- 2002年（平成14年） - 体育館側通用門改修工事竣工
- 2003年（平成15年） - 防犯カメラ設置
- 2004年（平成16年） - 校門門扉自動施錠設置
- 2005年（平成17年） - 教室扇風機設置、自然教室（5年）甲斐大和に変更
- 2006年（平成18年） - 校内LANケーブル設置
- 2007年（平成19年） - 読書活動・読書ボランティア開始、学援隊活動開始
- 2008年（平成20年） - 修学旅行を2泊3日に変更、給食室・体育館改修、YICA活動開始
- 2009年（平成21年） - 自然教室（5年）道志に変更、トイレ洋式化改修、Y150校外学習
- 2010年（平成22年） - 開校110周年記念式典挙行
- 2012年（平成24年） - 第二校舎耐震・補強工事外壁塗装工事、自然教室（5年）愛川に変更
- 2013年（平成25年） - 第二校舎教室改修
- 2014年（平成26年） - プール甲羅干し塗装工事
- 2015年（平成27年） - 職員玄関電子錠設置
- 2016年（平成28年） - 第二校舎教室改修、新校舎基礎設計
- 2017年（平成29年） - 横浜市交通安全対策協議会より学園隊表彰、第2校舎普通教室化工事2教室完成、特別教室空調設置工事完了、第3校舎増築工事開始
- 2018年（平成30年） - 第3校舎完成・個別支援級教室改修、コンピュータ教室・第2音楽室
- 2019年（平成31年） - 放課後キッズクラブ教室整備工事完了、校庭整備工事・複合遊具・造形砂場設置、フェンス設置工事完了

## 学校教育目標
ふれあい・輝く大綱の子
- 思いやりの綱（「徳」「公」）
- 元気の綱（「体」）
- やる気の綱（「知」「開」）

## 校歌・校章

### 校歌
作詞：佐々木信綱　作曲：信時潔

### 校章
- 1958年（昭和33年）制定。「大綱」の文字を囲むように、上に横浜の象徴であるかもめ、下に綱を配置している。[2]

## 交通
- 東急東横線大倉山駅から徒歩8分